# Kåpa (plagg)

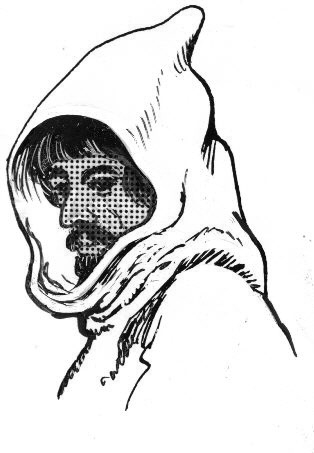
Kåpa

Kåpa är ett klädesplagg i form av ett långt ärmat överplagg med huva. Typen är främst avsett som ytterplagg och associeras ofta med klädseln hos munkar. Kåpor i alla färger är idag vanliga i gospel- och kyrkokörer. På latin heter det cucullus, grekiska κουκούλα : koukoúla, vilket ibland används som omskrivning för vissa religiösa personer.